# إيمانويل أبيا
إيمانويل أبيا (بالإنجليزية: Emmanuel Apea)‏، هُو مُخرج سينمائي غاني. حاز إيمانويل على جائزة الأكاديمية الأفريقية للأفلام لأفضل مخرج سنة 2008، وذلك عن عمله ران بايبي ران.